# Bundesautobahn 26
Bundesautobahn 26 (em português: Auto-estrada Federal 26) ou A 26, é uma auto-estrada na Alemanha.
A Bundesautobahn 26 tem {{{2}}} km de comprimento.

## Estados
Estados percorridos por esta auto-estrada:
- {{{3}}}